# Johann Georg Schwarz

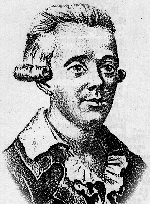
Johann Georg Schwarz

Johann Georg Schwarz (russisch Иван Григорьевич Шварц; * 1751 in Siebenbürgen; † 17. Februarjul. / 28. Februar 1784greg. in Otschakowo (Moskau)) war ein ungarisch-russischer Germanist, Pädagoge, Aufklärer und Hochschullehrer.

## Leben
Schwarz studierte in den 1770er Jahren an den Universitäten Halle und Jena. Schwarz, der Freimaurer war, lernte Fürst Iwan Sergejewitsch Gagarin (1752–1810) kennen, der sich auf einer Deutschlandreise befand und Oberhaupt der russischen Freimaurer des Schwedischen Lehrsystems war. Gagarin bot Schwarz eine Hauslehrerstelle bei Gagarins Verwandten A. M. Rachmanow in Mogiljow an, worauf Schwarz im April 1776 nach Mogiljow kam. Nach einiger Zeit reiste er nach Moskau, wo er dank der Fürsprache Wassili Iwanowitsch Maikows in die Freimaurerloge Fürst Trubezkois aufgenommen wurde. Nach der Rückkehr gründete Schwarz in Mogiljow eine Fraumaurerloge. Nach einiger Zeit reiste er mit einem Auftrag der Freimaurer nach Mitau, worauf er nach der Rückkehr zum Meister vom Stuhl der Mogiljower Loge gewählt wurde.
1779 nach dem Tod Rachmanows ging Schwarz nach Moskau, wo er dank der Hilfe Michail Matwejewitsch Cheraskows an der Universität Moskau eine Stelle als Lektor für deutsche Sprache erhielt. Er lehrte über die Grammatik hinaus die gepflegte Ausdrucksweise entsprechend seinem Buch Entwurf der Grundsätze des deutschen Stils. Er lebte und lehrte entsprechend seinen aufklärerischen Idealen, so dass er von der Universitätskonferenz aufgefordert wurde, entsprechende Bildungspläne zu entwickeln. 1780 gründete sich die Geheimloge Harmonie mit 8 Mitgliedern, zu denen Schwarz gehörte. Als 1781 Schwarz in Freimaurer-Angelegenheiten auf eine Reise über Schweden nach Braunschweig geschickt wurde, traf Schwarz in St. Petersburg den Begründer der Universität Moskau Iwan Iwanowitsch Schuwalow, der ihn um eine Beurteilung des Zustands der Universität Moskau bat. Sein kritisches Urteil gefiel Schuwalow, worauf Schwarz zum Kollegienassessor (8. Rangklasse) ernannt wurde. Mit besonderen Aufträgen Schuwalows reiste Schwarz nach Mitau. Dort erhielt er vom Großmeister der kurländischen Freimaurer ein Empfehlungsschreiben an Johann Christoph von Woellner, der in engem Kontakt zu Friedrich August von Braunschweig-Lüneburg-Oels stand. Schwarz wurde dem Herzog von Braunschweig vorgestellt und berichtete über die russische Freimaurerei. Schwarz erreichte die Unabhängigkeit der russischen Freimaurer-Provinz von Schweden und kehrte über Berlin mit Satzungen für ein Ritter-Kapitel und ein Rosenkreuzer-Kapitel zurück.
1782 wurde Schwarz Professor für deutsche Sprache und Literatur an der Universität Moskau. Infolge eines Konflikts mit Johann Matthias Schaden, Anton Alexejewitsch Barsow und dem Universitätskurator Iwan Iwanowitsch Melissino wegen der Freimaurerei wurde Schwarz zum Honorarprofessor herabgestuft. Als Erster hielt Schwarz 1782 eine Vorlesung über Ästhetik.
Schwarz setzte sich in öffentlichen Vorträgen und privaten Gesprächen mit großem Engagement für die Verbesserung des russischen Bildungs- und Unterrichtssystems ein. Seine pädagogischen Ideen wurden von der Öffentlichkeit sehr geschätzt. Schwarz plante die Gründung einer Gesellschaft zur Förderung des Erziehungswesens. Unterstützt wurde er von M. M. Cheraskow, den Brüdern Trubezkoi, Semjon Iwanowitsch Gamaleja, Iwan Wladimirowitsch Lopuchin, A. I. Nowikow und Nikolai Iwanowitsch Nowikow. Schwarz gab ein Anzeigenblatt auf Deutsch und Französisch heraus und beteiligte sich an N. I. Nowikows Druckerei. Schwarz gründete eine Freundschaftsgesellschaft, mit deren Mitteln er eine Wohngemeinschaft von 16 Studenten einrichtete.
Infolge seiner sich verschlechternden Gesundheit zog Schwarz sich auf Trubezkois Landgut Otschakowo zurück. Nach seinem Tode versammelten sich im März 1784 Lew Maximowitsch Maximowitsch, Alexander Fjodorowitsch Labsin, Wassili Sergejewitsch Podschiwalow, Anton Antonowitsch Prokopowitsch-Antonski und viele andere der Universität Moskau zu einer Gedenkfeier mit Gedichten und Reden. Zwei Oden auf Deutsch und Russisch wurden gedruckt. Schwarz war verheiratet und hatte Kindern. Die Witwe mit den Kindern wurde von der Freundschaftsgesellschaft betreut und lebte bei Nowikow. Ein Enkel war der Volksbildungsminister Alexander Nikolajewitsch Schwarz.